# Afrikaspiele 2023/Boxen
Bei den Afrikaspielen 2023 in der ghanaischen Hauptstadt Accra fanden vom 15. bis 21. März 2024 im Boxen insgesamt 25 Wettbewerbe statt, davon 13 bei den Männern und 12 bei den Frauen. Austragungsort war das Trust Sports Emporium.

## Bilanz

### Medaillenspiegel
| Platz  | Land                         | Gold | Silber | Bronze | Gesamt |
| ------ | ---------------------------- | ---- | ------ | ------ | ------ |
| 1      | Nigeria                      | 8    | 2      | —      | 10     |
| 2      | Algerien                     | 4    | 2      | 5      | 11     |
| 3      | Ghana                        | 4    | 1      | 2      | 7      |
| 4      | Demokratische Republik Kongo | 2    | 5      | 4      | 11     |
| 5      | Sambia                       | 2    | 3      | 2      | 7      |
| 6      | Marokko                      | 2    | 2      | 3      | 7      |
| 7      | Äthiopien                    | 2    | —      | 1      | 3      |
| 8      | Kenia                        | 1    | —      | 1      | 2      |
| 9      | Mosambik                     | —    | 3      | 1      | 4      |
| 10     | Tunesien                     | —    | 2      | 5      | 7      |
| 11     | Ägypten                      | —    | 2      | 2      | 4      |
| 12     | Südafrika                    | —    | 1      | 1      | 2      |
| 13     | Äquatorialguinea             | —    | 1      | —      | 1      |
| 13     | Togo                         | —    | 1      | —      | 1      |
| 15     | Tansania                     | —    | —      | 3      | 3      |
| 15     | Uganda                       | —    | —      | 3      | 3      |
| 17     | Gabun                        | —    | —      | 2      | 2      |
| 17     | Senegal                      | —    | —      | 2      | 2      |
| 19     | Botswana                     | —    | —      | 1      | 1      |
| 19     | Kamerun                      | —    | —      | 1      | 1      |
| 19     | Liberia                      | —    | —      | 1      | 1      |
| 19     | Mauritius                    | —    | —      | 1      | 1      |
| Gesamt | Gesamt                       | 25   | 25     | 41     | 91     |

### Medaillengewinner
Männer
| Disziplin   | Gold                    | Silber                     | Bronze                                      |
| ----------- | ----------------------- | -------------------------- | ------------------------------------------- |
| Bis 48 kg   | Mohammed Aryeetey       | Livens Zola Tulembekwa     | Innocent Tumusiime Hamza Essaadi            |
| Bis 51 kg   | Patrick Chinyemba       | Lubabalo Lusizi            | Theophilus Allotey Fabrice Valerie          |
| Bis 54 kg   | Amadu Mohammed          | Mwengo Mwale               | Imad Azoui Franck Mombey                    |
| Bis 57 kg   | Dolapo Omole            | Armando Rugoberto Sigauque | Albert Ngulube Kasim Murungi                |
| Bis 60 kg   | Joseph Commey           | Andrew Chilata             | Ezra Paulo Mwanjwango Oussama Mordjane      |
| Bis 63,5 kg | Samuel Takyi            | Emmanuel Katema            | John Paul Masamba Jugurtha Ait-Bekka        |
| Bis 67 kg   | Gerald Kabinda          | Boniface Zengala Malenga   | Zakaria Romdhani Abdenacer Belarbi          |
| Bis 71 kg   | Steve Kulenguluka Mbiya | Omar El-Sayed              | Muzamir Semuddu Antoine Mendy               |
| Bis 75 kg   | Owuor Edwin             | Yassine Elouarz            | Ghazli Ahmed Neka Temesgen                  |
| Bis 80 kg   | Peter Mpita Kabeji      | Mohamed Houmri             | Junior Fotouo Totap Yusuf Changalawe        |
| Bis 86 kg   | Oussama Kanouni         | Abubakar Kamoko            | Nathan Nlandu Mbeli Mussa Maregesi          |
| Bis 92 kg   | Olaitan Olaore          | Kevin Kuadjovi             | Ali El-Salamony Symphorien Njinnou Mouandat |
| Über 92 kg  | Ifeanyi Onyekwere       | Yann Mike Alo Mansogo Ada  | Anthony Bweluzeyi Diarga Baldé              |

Frauen
| Disziplin  | Gold                 | Silber                   | Bronze                                   |
| ---------- | -------------------- | ------------------------ | ---------------------------------------- |
| Bis 48 kg  | Fatiha Mansouri      | Wafa Hafsi               | Margret Tembo Janet Acqua                |
| Bis 50 kg  | Roumaysa Boualam     | Zainab Adeshina          | Yasmine Mouttaki Grace Zinnah Fahnbulleh |
| Bis 52 kg  | Betelhem Gayiza      | Rabab Cheddar            | Gisele Nyembo Muamba Chadha Jlassi       |
| Bis 54 kg  | Widad Bertal         | Shukura Kareem           | Amina Martha Faki Yomna Ayyad            |
| Bis 57 kg  | Nene Ojo             | Chahira Selmouni         | Keamogetse Kenosi Khouloud Hlimi         |
| Bis 60 kg  | Cynthia Ogunsemilore | Rahma Mahfouz            | Azza Nahdi Hadjila Khelif                |
| Bis 63 kg  | Ichrak Okchaib       | Merveille Mbalayi Mbamba | —                                        |
| Bis 66 kg  | Betel Dedi           | Isabel Sandra Mulungo    | —                                        |
| Bis 70 kg  | Blessing Oraekwe     | Alcinda Lucas dos Santos | Brigitte Mbabi Eya Ben Zina              |
| Bis 75 kg  | Patricia Mbata       | Molka Ben Mabrouk        | Rady Gramane                             |
| Bis 81 kg  | Jacinta Umunnakwe    | Marie-Joëlle Mwika       | —                                        |
| Über 81 kg | Khadyja Mardi        | Jorbelle Malewu Tekasala | —                                        |